# アイリス通り

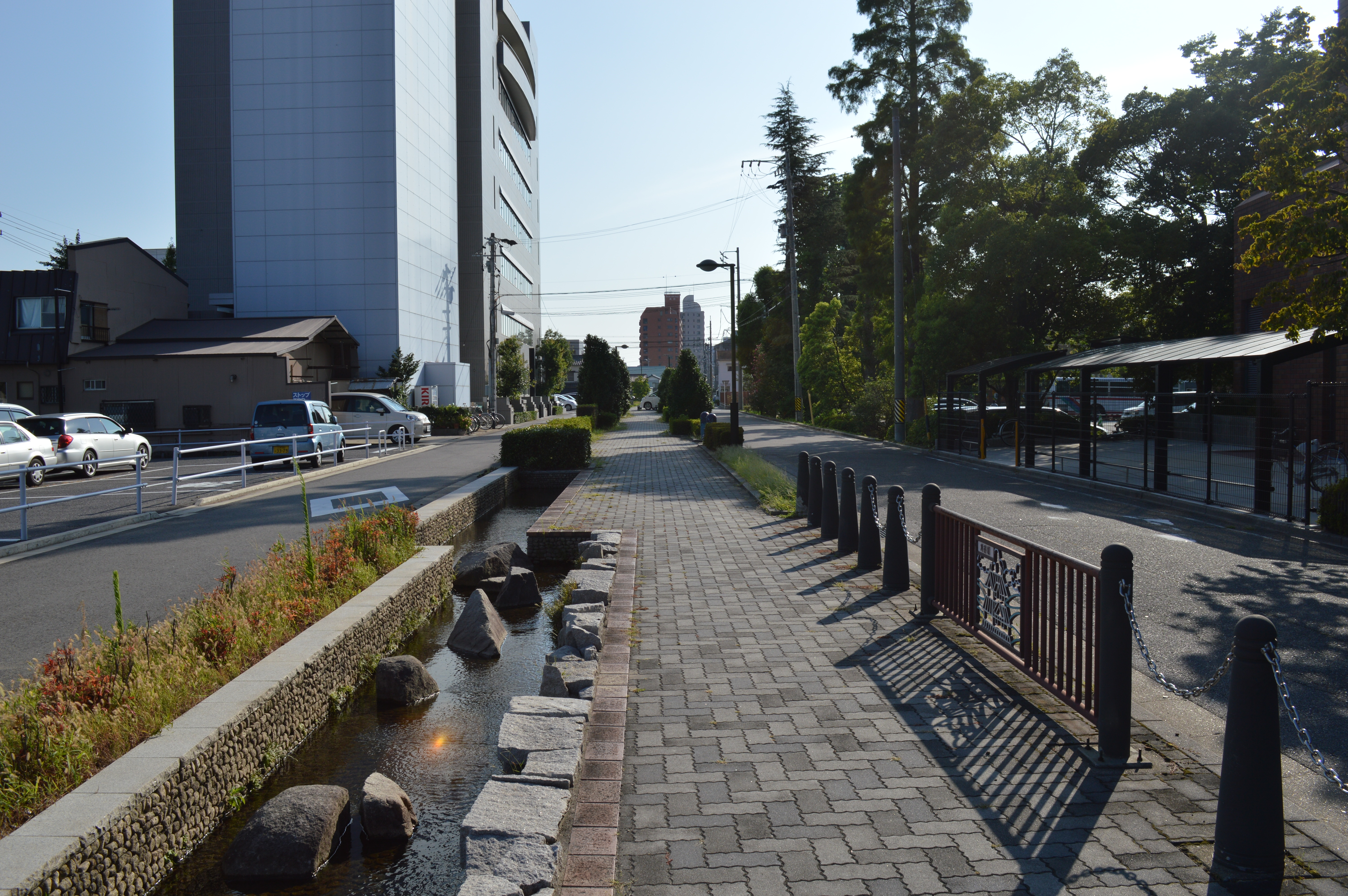

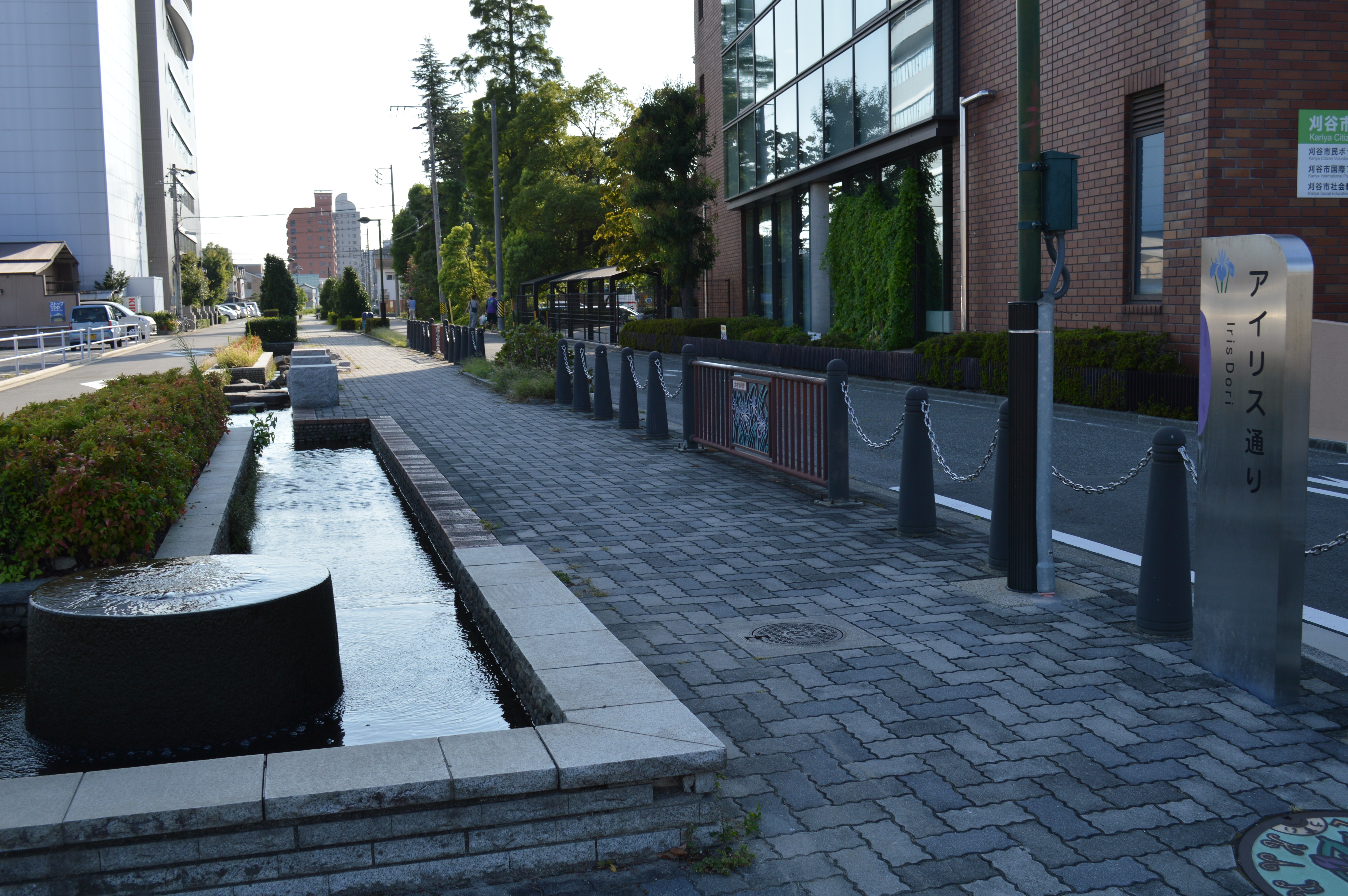

アイリス通り（アイリスどおり）とは、愛知県刈谷市を通る遊歩道の愛称である。

## 概要
明治用水西井筋の管水路化（暗渠化）に伴い、その上部を利用した水環境整備事業で整備された。矢作川を源とする明治用水は、もともと開水路として整備されたが、現在は大部分が地下に埋められた管水路となり、その上部に周辺住民に親しまれる施設として遊歩道、ベンチ、東屋、パーゴラ等が設けられた。この遊歩道は延長14.3kmを計画しており、豊田市、安城市、知立市、刈谷市の4市につながっていることによって、隣接する刈谷市役所、セントラルパーク（刈谷市民会館跡地）や公園などの公共施設と調和した、緑と花を生かして整備された道路である。アイリス通りの愛称については公募により決定した。刈谷市の市花カキツバタは愛知県の県花でもあり、市称を意味するアイリスから命名された。
アイリス通りの遊歩道はすべてレンガ敷きで、消火栓や空気弁などのマンホールにはカキツバタの意匠が施されている。柵にはところどころカキツバタや刈谷城、雨乞笠おどりなどの細工があしらわれている。名称こそアイリスの名を冠しているが、通りや周辺の植物にはカキツバタは見当たらない。
アイリス通りの周辺には刈谷市役所をはじめとする官公庁が立地し、通りを西に行けば名鉄三河線刈谷市駅、東に行けば名鉄三河線・JR東海道本線刈谷駅方面にアクセスできる。

## 区間
- 愛知県刈谷市東陽町1丁目から寿町3丁目まで
  - 区間：約500メートル

## 交通規制
遊歩道上の交通規制はとくにない。但し、ところどころ自動車が通行する大通りに分断されているため警戒が必要。遊歩道の両脇の車道は一方通行で駐車余地はない。

## 接続する路線
- 愛知県道48号岡崎刈谷線

## 沿線・周辺
- 刈谷市役所
- セントラルパーク（刈谷市民会館跡地）
- 芦野公園
- 暁星幼稚園
- 愛知県警刈谷警察署
- 衣浦東部広域連合消防局刈谷消防署
- 寿公園
- 名鉄三河線刈谷市駅